# Brian Flies
Brian Flies (født 29. august 1969) er en tidligere professionel dansk fodboldspiller.
Brian Flies brød igennem som målmand i Næstved Idræts Forening 1991 og han var siden omkring FC København, Dundee United FC i Skotland, Lyngby Boldklub, Boldklubben Avarta, Akademisk Boldklub, Ølstykke FC og Slagelse B&I, hvor han stoppede i 2005.
Ved Sommer-OL 1992 deltog Brian Flies på Danmarks hold uden at komme på banen. Han fik aldrig en A-landskamp men var to gange på U/19-landshold i 1987.
Brian Flies der 2009/2010 var assistent- og målmandstræner har fået jobbet som træner for Næstved BK til sæsonen 2010/2011.